# Hortelã-pimenta
A hortelã-pimenta ou simplesmente hortelã (Mentha x piperita) é uma hortelã híbrida obtida do cruzamento (reprodução sexuada - troca genética) entre Mentha aquatica e Mentha spicata. É usada popularmente como descongestionante nasal, antigripal, vermífuga, digestiva e analgésica. Usada como condimento na culinária, bem como em infusões, utilizando as folhas da planta. Possui mentol, substância da classe dos terpenos originalmente extraída do óleo essencial desta espécie.
Esta planta reproduz-se assexuadamente, através das raízes, sem que haja multiplicidade genética, ou seja, os indivíduos são geneticamente iguais entre si, e reproduz-se sexuadamente por meio de sementes, em que existe multiplicidade genética.
Esta espécie é medicinal, e atua em debilidades do estômago, cólicas e vómitos. Do mesmo modo que o alecrim e a cânfora, usa-se para irritações cutâneas e constipações, dores de cabeça e dor de dentes (mastigar a folha). As folhas da hortelã pimenta em chá (infusão), empregam-se contra a insónia e excitação nervosa.
Os talos triturados são eficazes contra picadas de insectos. As folhas frescas em infusão facilitam a digestão. É uma erva verde-intenso e aroma refrescante; é tónica, estimulante e estomacal. Actua sobre os nervos como um sedativo, cura as dores de dentes (uma gota de hortelã-pimenta num algodão sobre a carie), evita pés frios (pondo umas folhas de menta entre os pés e as meias). Devolve o vigor a todos os órgãos, beneficiando os nervos, o coração, o aparelho digestivo (contra náuseas, fadiga, gases, úlceras), fígado e pâncreas. É boa para o aparelho respiratório (tosse, asma, bronquite) e atua nas doenças infecciosas como bactericida e antisséptico, é anestésica e, ao mastigá-la, cura dores de gengivas e dentes.
Deve-se ter cautela no uso de chá de hortelã, o uso da essência é contraindicado para lactentes. Pessoas que possuem cálculos biliares só devem empregar a planta com aconselhamento médico. Além disso, o mentol em crianças de pouca idade e lactentes pode levar à dispneia e asfixia. O uso da essência irrita a mucosa ocular (conjuntiva) e os compostos do hortelã em pessoas sensíveis podem provocar insônia. 